# Infinite Crisis
Infinite Crisis is een zevendelige comicserie, geschreven door Geoff Johns en geïllustreerd door Phil Jimenez, George Pérez, Ivan Reis en Jerry Ordway.
De serie werd uitgegeven door de Amerikaanse uitgever DC Comics vanaf oktober 2005.
In Infinite Crisis moeten de superhelden uit het DC Universum de wereld beschermen tegen wezens afkomstig uit alternatieve realiteiten. Veel van de concepten in deze serie, zoals het bestaan van alternatieve werelden in een multiversum, zijn gebaseerd op de eerder uitgebrachte serie Crisis on Infinite Earths.
Een belangrijk thema in Infinite Crisis is het contrast tussen het donkere en gewelddadige karakter van de hedendaagse superhelden en de vreedzamere en nobelere superhelden uit de jaren 30 en 40 van de twintigste eeuw.

## Synposis
In de voorafgaande serie Crisis on Infinite Earths werden vrijwel alle parallelle werelden in het DC Universum vernietigd door een wezen genaamd de Anti-Monitor.
Hoewel de Anti-Monitor werd verslagen, bleef slechts één universum met daarin één Aarde over.
Vier overlevenden afkomstig van de vernietigde parallelle Aardes trokken zich terug in een kleine "hemel", omdat zij zich niet thuis zouden voelen op de enige overgebleven Aarde.
Onder deze personen bevinden zich de Superman en Lois Lane van de alternatieve Aarde die bekendstond onder de naam Earth-Two.
Daarnaast is er Superboy-Prime, een jonge versie van Superman die tevens de enige persoon met superkrachten was op de alternatieve Aarde Earth-Prime.
Ten slotte is er Alexander Luthor, de zoon van de Lex Luthor en Lois Lane van Earth-Three.
Vanuit hun hemel observeert dit viertal jarenlang de Aarde.
Bij het begin van Infinite Crisis constateren ze echter dat de Aarde zich niet ontwikkeld heeft in de richting die ze hadden gehoopt.
De drie voornaamste superhelden op Aarde, Superman, Batman en Wonder Woman, zijn verwikkeld in onderlinge conflicten. Dit terwijl de wereld wordt geteisterd door allerlei superschurken en andere rampen.
Het viertal besluit in te grijpen en ze verlaten hun hemel. Hun plan is om met behulp van het stoffelijke overschot van de Anti-Monitor de huidige gewelddadige en corrupte Aarde te vervangen door het in hun ogen meer vreedzamere Earth-Two.
Uiteraard geven de superhelden op de huidige Aarde hun wereld niet zomaar op en massaal binden ze de strijd aan met het viertal vreemdelingen.